# شتمپدا
شتمپدا (به آلمانی: Stempeda) یک منطقهٔ مسکونی در آلمان است که در نوردهاوزن واقع شده‌است. شتمپدا ۳۰۰ نفر جمعیت دارد.